# Wedgwood (entreprise)
Pour les articles homonymes, voir Wedgwood.
 (juin 2023).
Wedgwood, de son nom complet Josiah Wedgwood and Sons, est une manufacture de poterie, de faïence et de porcelaine britannique fondée en mai 1759, au tout début de la Révolution industrielle du Royaume-Uni, par Josiah Wedgwood et son fils Thomas Wedgwood.

## Historique

### Création
La société Wedgwood est créée en 1895 sous le nom de Josiah Wedgwood and Sons Ltd. Elle reprend les savoir-faire et actifs du fabricant de faïence et d'accessoires de luxe fondé le 1er mai 1759 par le potier et entrepreneur anglais Josiah Wedgwood. Il connait un succès rapide et reste l'un des plus grands fabricants de poterie du Staffordshire, « une entreprise qui a fait plus pour diffuser les connaissances et améliorer la réputation de l'art céramique britannique que tout autre fabricant », exportant à travers l'Europe jusqu'à la Russie et les Amériques. Handicapé au genou et ayant du mal à travailler lui-même sur le tour de potier, il oriente ses recherches sur l'organisation du travail des potiers et sur la science de la cuisson des faïences, émaillées ou non. Josiah Wedgwood réussit particulièrement bien à produire de la faïence fine et des grès. Ses œuvres sont acceptées comme équivalentes en qualité à la porcelaine (que Wedgwood n'a fabriquée que plus tard) tout en étant considérablement moins chères. Auparavant, le Staffordshire n'était connu que pour ses poteries médiocres et très utilitaires, seulement utilisées localement[réf. nécessaire].
Très jeune et dès sa première association à Little Fenton avec le maître potier Thomas Whieldon (en), entre 1754 et 1759, il développe son génie de la poterie. Son vernis vert, inventé vers 1754, permet à la manufacture de simuler des fruits et des végétaux. En 1759 il ouvre à Burslem, sa ville natale du Staffordshire, sa propre manufacture qui reçoit en 1765 une première commande de la famille royale. Il développe pour la Reine Charlotte une faïence émaillée beige particulièrement claire qui évoque le marbre. Il commercialise ensuite cette faïence sous le nom de Queensware.
En 1769, Wegdwood fonde aux environs de Stoke-on-Trent, avec le marchand et homme de lettres Thomas Bentley, une grande manufacture aux bâtiments bien organisés et aux ateliers ultra-modernes. L'occident se passionne alors pour les découvertes archéologiques de l'antiquité grecque et romaine. Il nomme ainsi sa fabrique Etruria Works (en). Il édite quelques grands vases à l'antique en commémoration de cet évènement. Les ateliers de l'Etruria forment tout un village. Il implante sa fabrique au bord du canal Trent and Mersey (dont il est à l'origine), ce qui lui permet d'exporter à moindre coût et sans casse ses faïences aux quatre coins de l'Europe.

### Gain de notoriété
À la suite du développement d'un grès noir et très dur, unique car teinté dans la masse, le Black Basalte (nom commercial sans rapport avec la roche volcanique) il développe en France sa faïence la plus connue, appelée pâte jaspée (ou Jasperware). Il s'agit d'une faïence à corps sec (non émaillée) teintée et recouverte d'application en bas relief de faïence blanche, par l'intermédiaire d'une barbotine. Les motifs peuvent également être colorés sur un corps blanc. Ces applications sont inspirées de l'antiquité. Le modeleur James Yaffe et le sculpteur John Flaxman fournissaient les petits bas-reliefs qui étaient ensuite dupliqués à l'infini grâce à de petits moules. Sur le Black Basalte, le décor est peint à l'encaustique, ce qui permet de contrefaire la céramique antique.
Egalement, en 1783 Josiah Wedgwood choisit pour la première fois une création d'Elizabeth Upton, et son catalogue de 1787 la décrit comme ayant un « goût exquis » et des « groupes charmants ». Plusieurs des modèles utilisés par Wedgwood sont autour des thèmes de la féminité et de la famille. Pour partager ses modèles à Wedgwood, elle fournit des dessins ou des découpages sur papier de ses créations, puis William Hackwood, un sculpteur employé par Wedgwood, réalise les reliefs concrets à appliquer sur la jasperware.
En pleine vague néo-classique européenne, les camées puis les objets décoratifs en Jasperware font la réputation de Josiah Wedgwood. Le fond du Jasperware est généralement bleu pâle (dit bleu Wedgwood), mais d'autres couleurs existent : jaune, lilas, ocre, vert pâle et noir (souvent confondu à tort avec le Black Basalte). Au XVIIIe siècle cependant, c'est la faïence émaillée de table qui représente la plupart des ventes et des bénéfices. 
La technique de la pâte jaspée a été largement copiée en Angleterre et ailleurs ; non seulement par d'autres fabricants de poterie du Staffordshire comme William Adams (en), mais aussi par des porcelainiers célèbres à Meissen ou à Sèvres. Les espagnols de la Real Fábrica del Buen Retiro ont également produit de bons artefacts. Un potier en particulier, l'allemand Jean Baptiste Stahl, travaillant pour Villeroy & Boch à Mettlach, invente la Phanolith (en).
Le prestige de Wedgwood est encore renforcé quand, à la fin de sa vie, il réussit l'exploit de copier un vase antique (originellement en pâte de verre noire et blanche), connu sous le nom de Vase Portland.

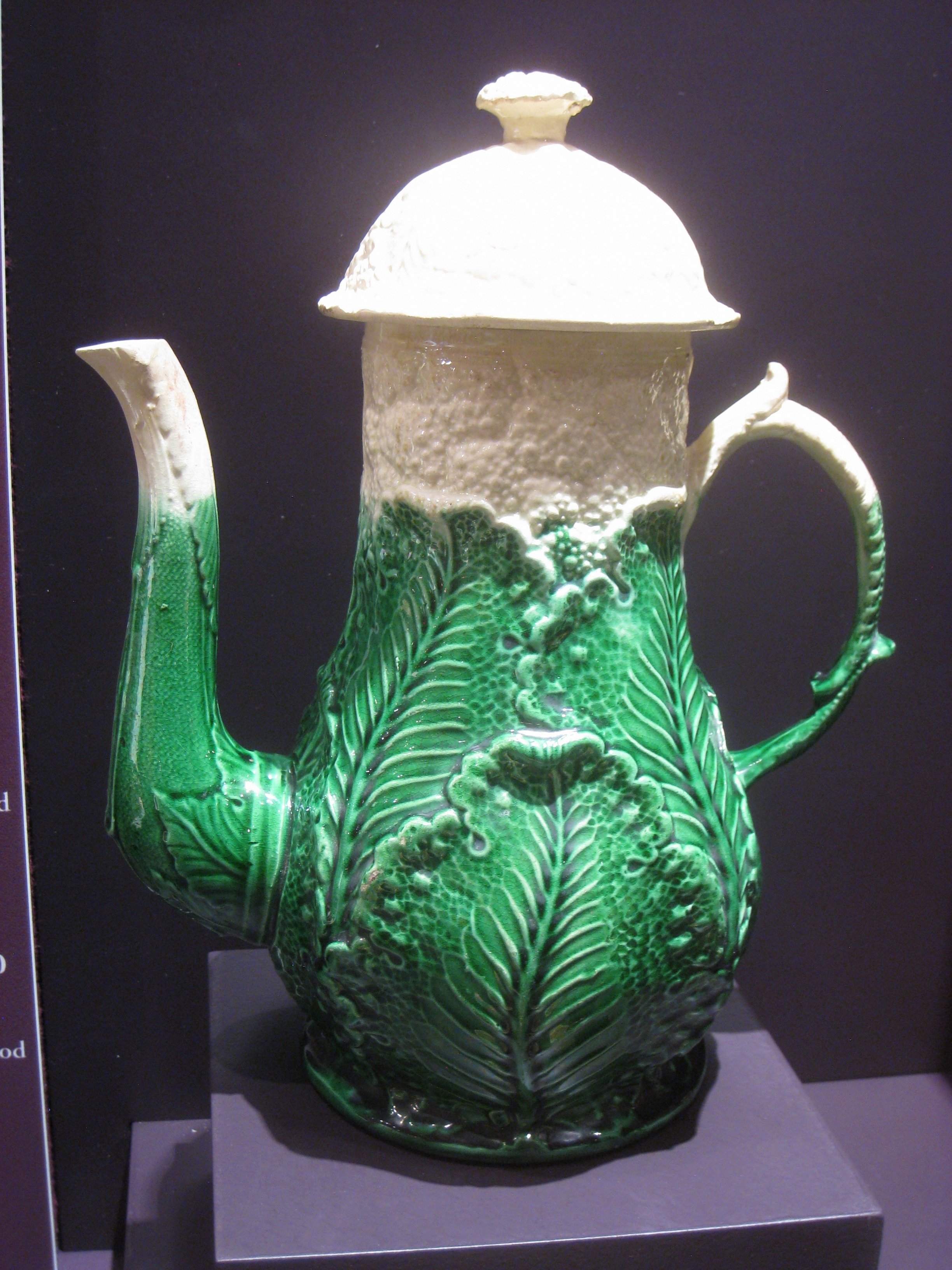
Verseuse en faïence émaillée imitant un chou-fleur, par Thomas Whieldon et Josiah Wedgwood, vers 1760.
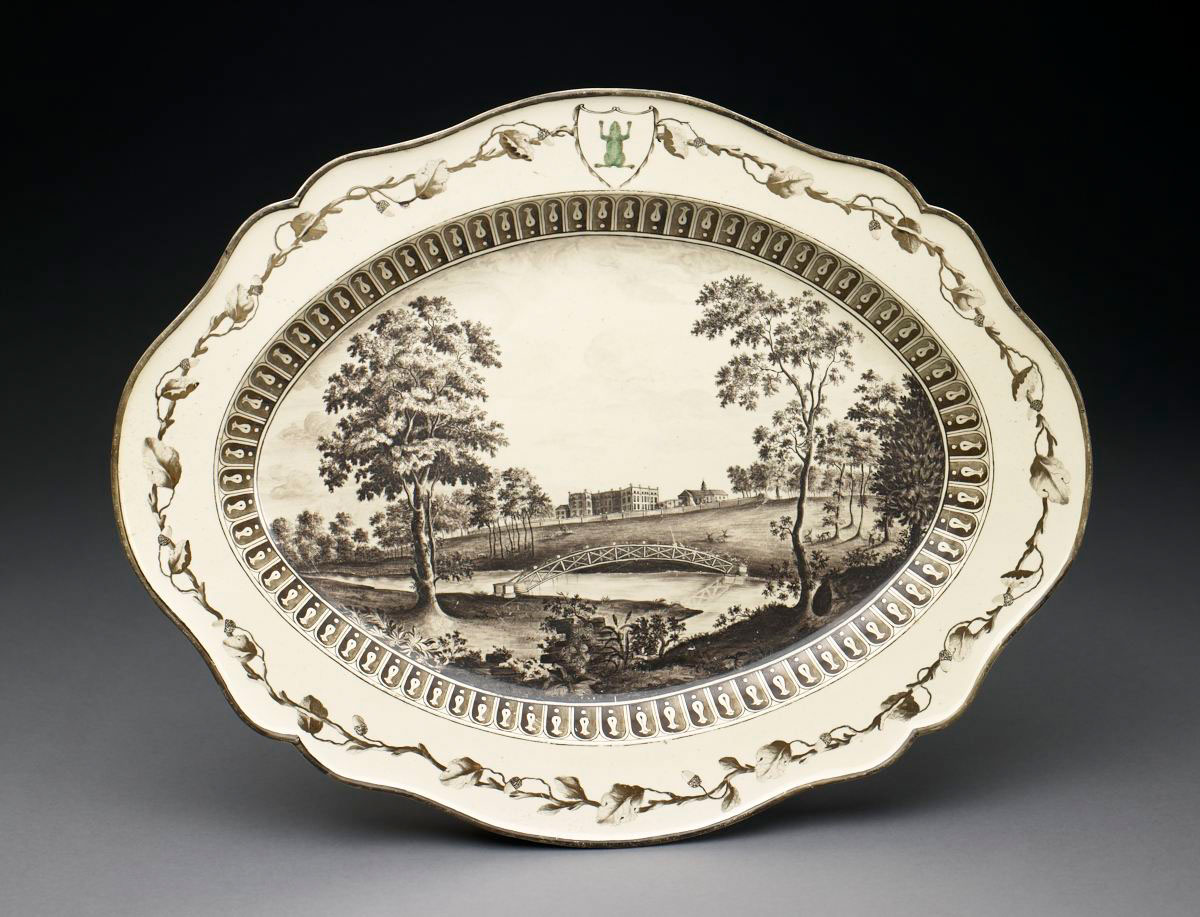
Creamware imprimé (dérivé du Queensware), vers 1773.
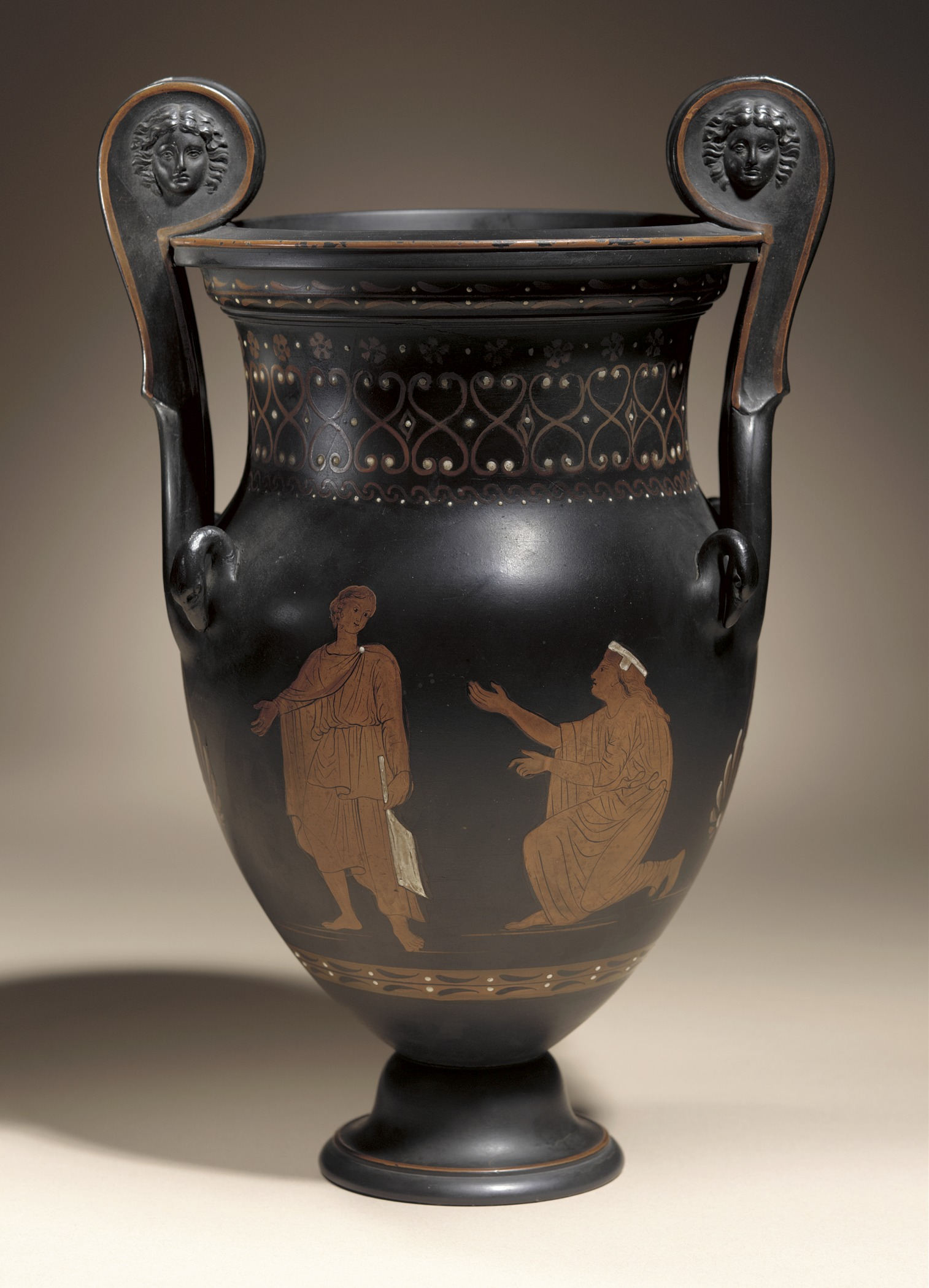
Vase en Black Basalte décoré, vers 1780.
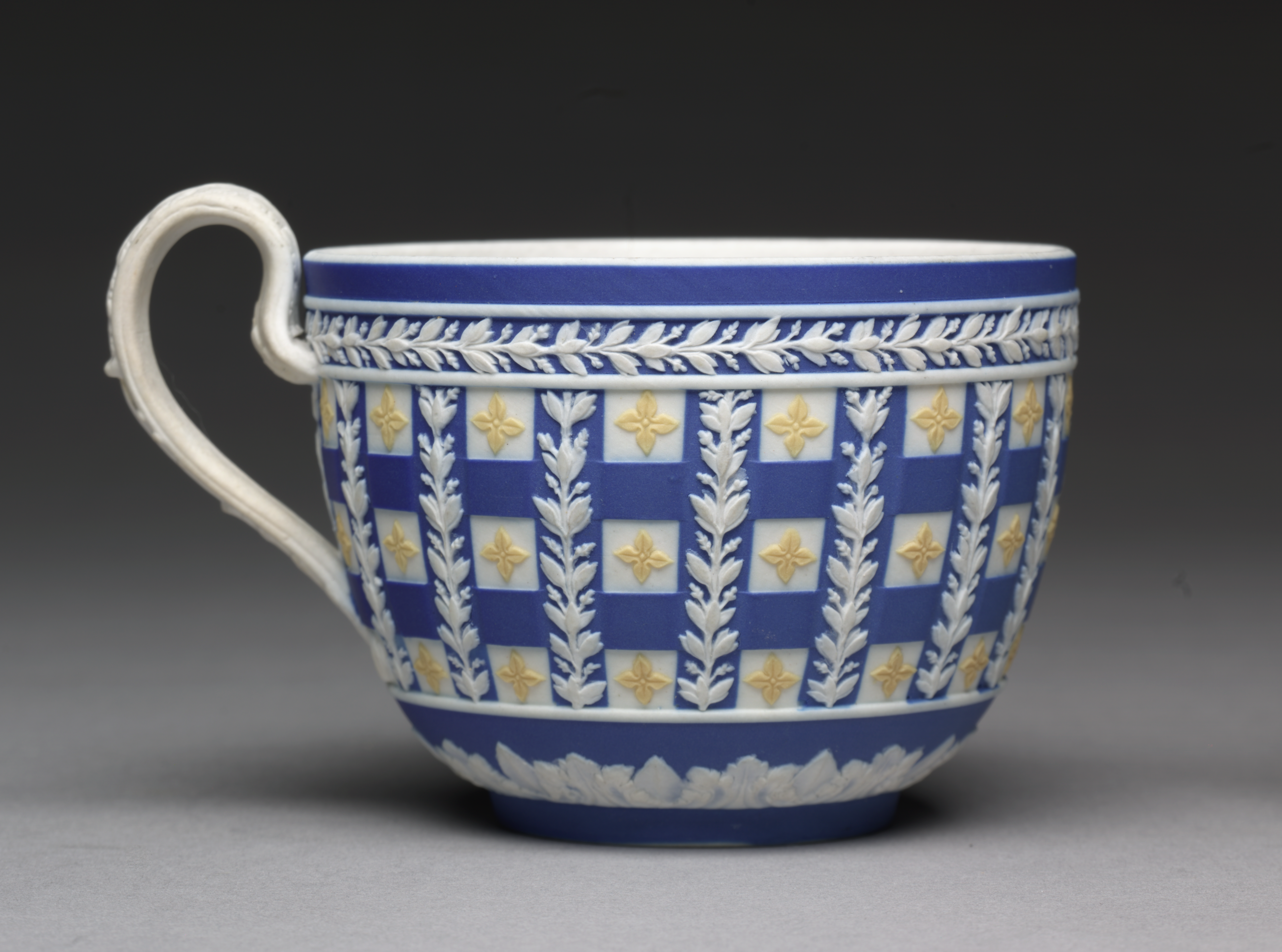
Tasse en Jasperware tricolore, vers 1784.
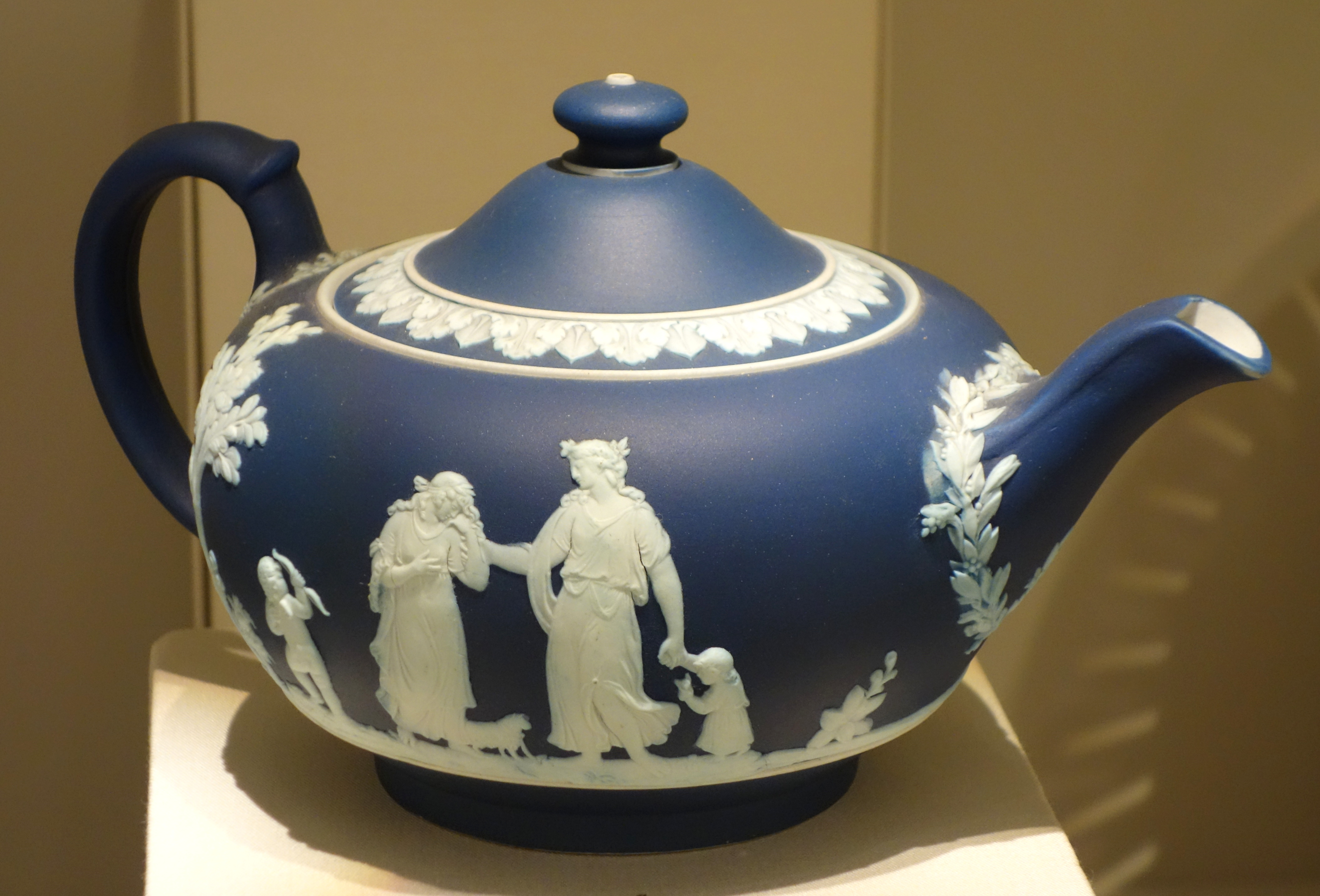
Théière en Jasperware, vers 1840. Cette nuance de bleu est appelée "Portland blue".
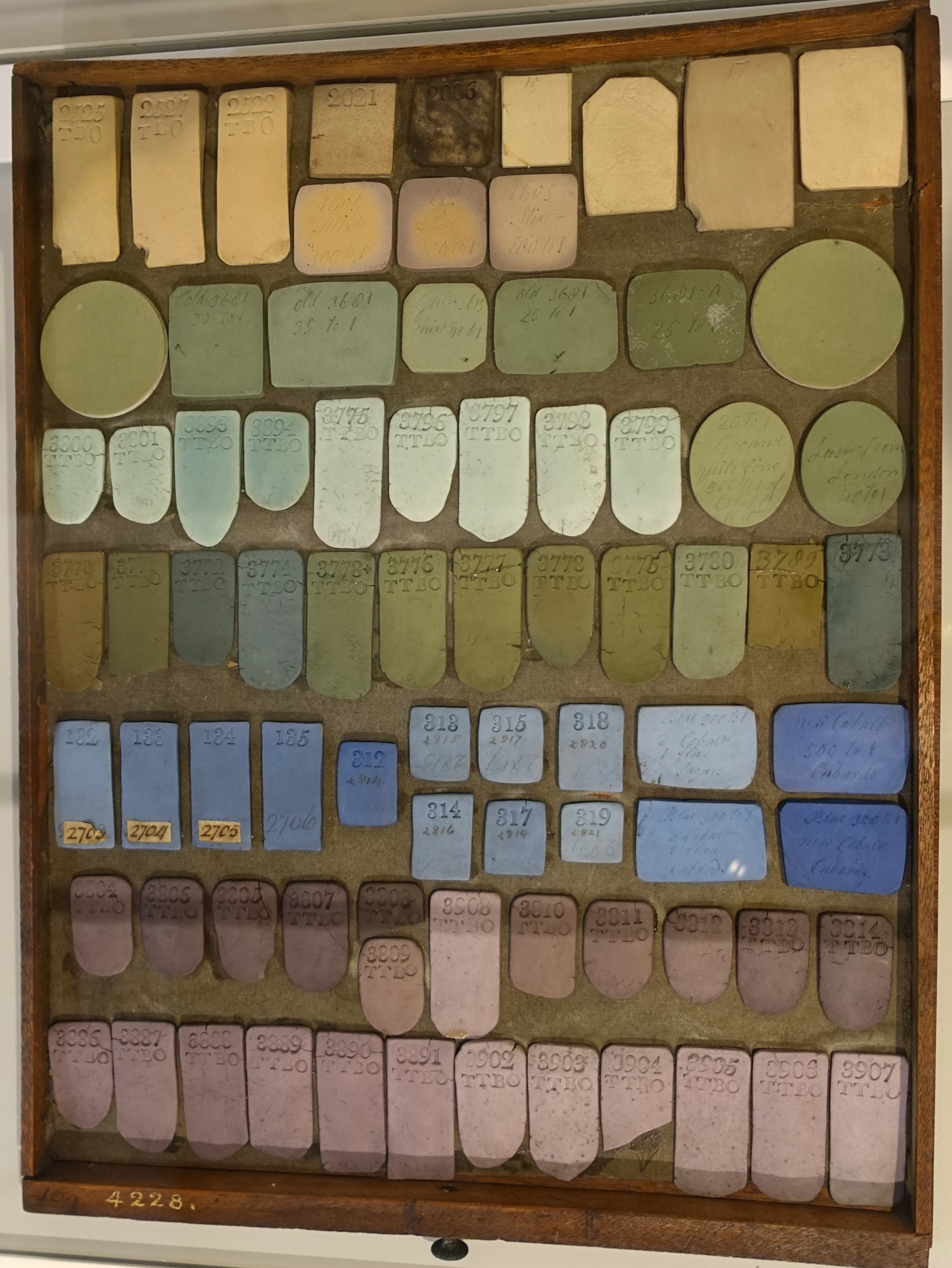
Les différents essais de coloration de la pâte jaspée.
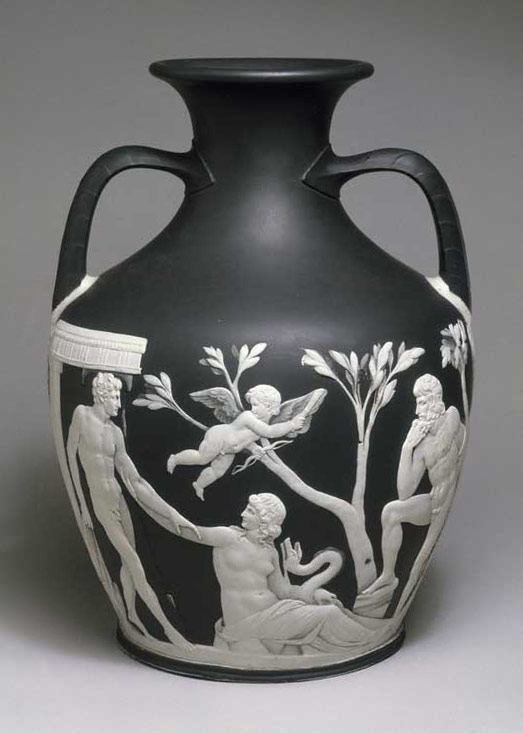
Vase Portland par Josiah Wedgwood.

### Après l'ère Josiah Wedgwood
Après la mort Thomas Bentley et de Josiah Wedgwood, Josiah Wedgwood and Sons continue à fabriquer tous les best-sellers classiques mais la qualité tendanciellement diminue. À la fin du XIXe siècle, Etruria propose quelques nouveautés bien accueillies, tout en continuant à fabriquer de nombreux styles plus anciens. La société développe pour suivre le marché, de la porcelaine et notamment de la porcelaine à l'os. Malgré l'intensification de la concurrence locale sur ses marchés et à l'exportation, l'entreprise continue de prospérer restant entre les mains de la famille Wedgwood. 
Durant l'entre deux guerres, la manufacture s'ouvre à la modernité et accueille des artistes marqués par l'art déco. Parmi ceux-ci, on compte les créations de Daisy Makeig-Jones (1881-1945), John Skeaping (1901-1981), Keith Murray (1892-1981) et Eric Ravilious (1903-1942). 
Après la Seconde Guerre mondiale, Etruria est abandonné pour de nouveaux ateliers flambant neufs. Si le Jasperware est encore et toujours présenté, c'est la porcelaine fine qui fait maintenant le succès de Wedgwood. Pour la poterie anglaise, l'avenir est pourtant difficile compte tenu de l'industrialisation mondiale.
La manufacture et l'entreprise de Josiah Wedgwood sont distinctes de celles fondées par son cousin, Enoch Wedgwood, en 1860, dans la même ville de Stoke-on-Trent : Wedgwood & Co. Toutefois, celles-ci finissent par être réunies au XXe siècle lorsque Josiah Wedgwood and Sons rachète Wedgwood & Co en 1980. Après avoir acheté un certain nombre d'autres sociétés céramiques du Staffordshire, Wedgwood fusionne en 1987 avec Waterford Crystal pour créer Waterford Wedgwood plc, un groupe de marques de luxe basé en Irlande. Ce groupe est encore renforcé en 2009 par KPS Capital Partners, une société de capital-investissement basée à New York. Le groupe est alors connu sous l'acronyme WWRD Holdings Limited (en), «Waterford Wedgwood Royal Doulton». Après sa quasi-faillite, le conglomérat est acquis juillet 2015 par Fiskars, une société finlandaise de biens de consommation. A de rares exceptions, Wedgwood ne produit plus de Jasperware et concentre son activité sur la porcelaine fine décorée dans un goût international.